# Fil Eisler
Fil Eisler (Repubblica Ceca, ...) è un compositore e musicista ceco.

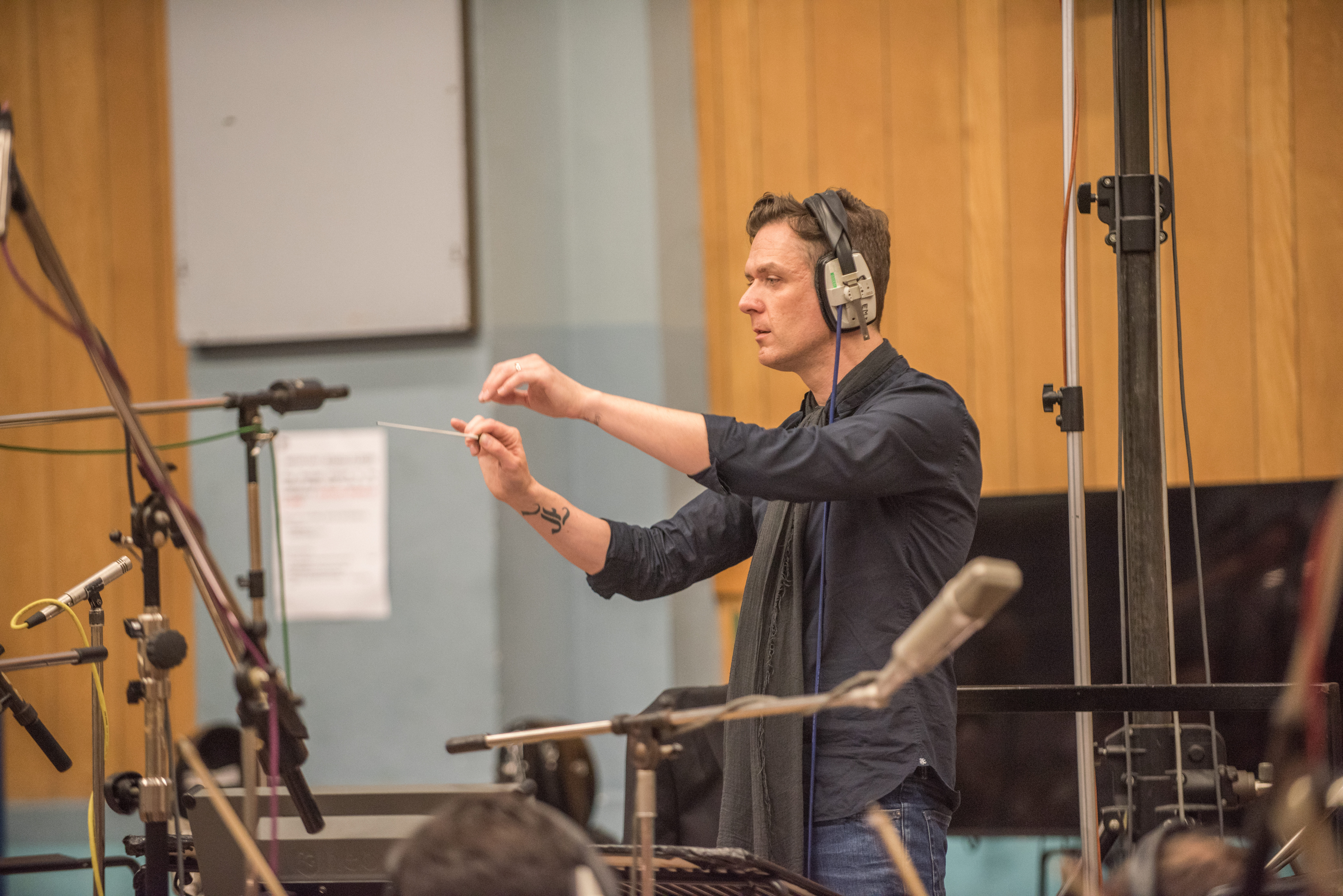
Fil Eisler (2017)

Ha composto musiche per film e serie televisive, tra cui: CHiPs, Corsa contro il tempo - The Desperate Hour e Empire.

## Filmografia parziale

### Cinema
- The Hammer, regia di Oren Kaplan (2010)
- On the Ice, regia di Andrew Okpeaha MacLean (2011)
- Single ma non troppo (How To Be Single), regia di Christian Ditter (2016)
- Fino all'osso (To the Bone), regia di Marti Noxon (2017)
- CHiPs, regia di Dax Shepard (2017)
- Proud Mary, regia di Babak Najafi (2018)
- Life of the Party - Una mamma al college (Life of the Party), regia di Ben Falcone (2018)
- The Titan, regia di Lennart Ruff (2018)
- Superintelligence, regia di Ben Falcone (2020)
- Thunder Force, regia di Ben Falcone (2021)
- Corsa contro il tempo - The Desperate Hour (The Desperate Hour), regia di Phillip Noyce (2021)

### Televisione
- Revenge - serie TV, 88 episodi (2011-2015)
- Shameless - serie TV, 9 episodi (2011-2015)
- Reckless - serie TV, 13 episodi (2014)
- Unreal - serie TV, 38 episodi (2015-2018)
- Empire - serie TV, 103 episodi (2015-2020)
- Notorious - serie TV, 10 episodi (2016)
- Girlfriends' Guide to Divorce - serie TV, 19 episodi (2017-2018)
- Dietland - serie TV, 10 episodi (2018)
- What/If - miniserie TV, 10 puntate (2019)
- Council of Dads - serie TV, 10 episodi (2020)
- Biohacker (Biohackers) - webserie (2020-in corso)
- Outer Banks - serie TV (2020-in corso)
- Cambio di direzione (Big Shot) - serie TV (2021-in corso)
- Fire Country - serie TV (2022-in corso)

## Premi
- BMI Film & TV Award - vinto nel 2013 per Revenge e Shameless.